# Euophrys tehuelche
Euophrys tehuelche är en spindelart som beskrevs av María Elena Galiano 1968. 
Euophrys tehuelche ingår i släktet Euophrys och familjen hoppspindlar. Inga underarter finns listade i Catalogue of Life.